# Beregan
I Beregan (talvolta anche Berengani) furono una famiglia aristocratica vicentina, ascritta al patriziato veneziano e annoverata fra le cosiddette Case fatte per soldo.

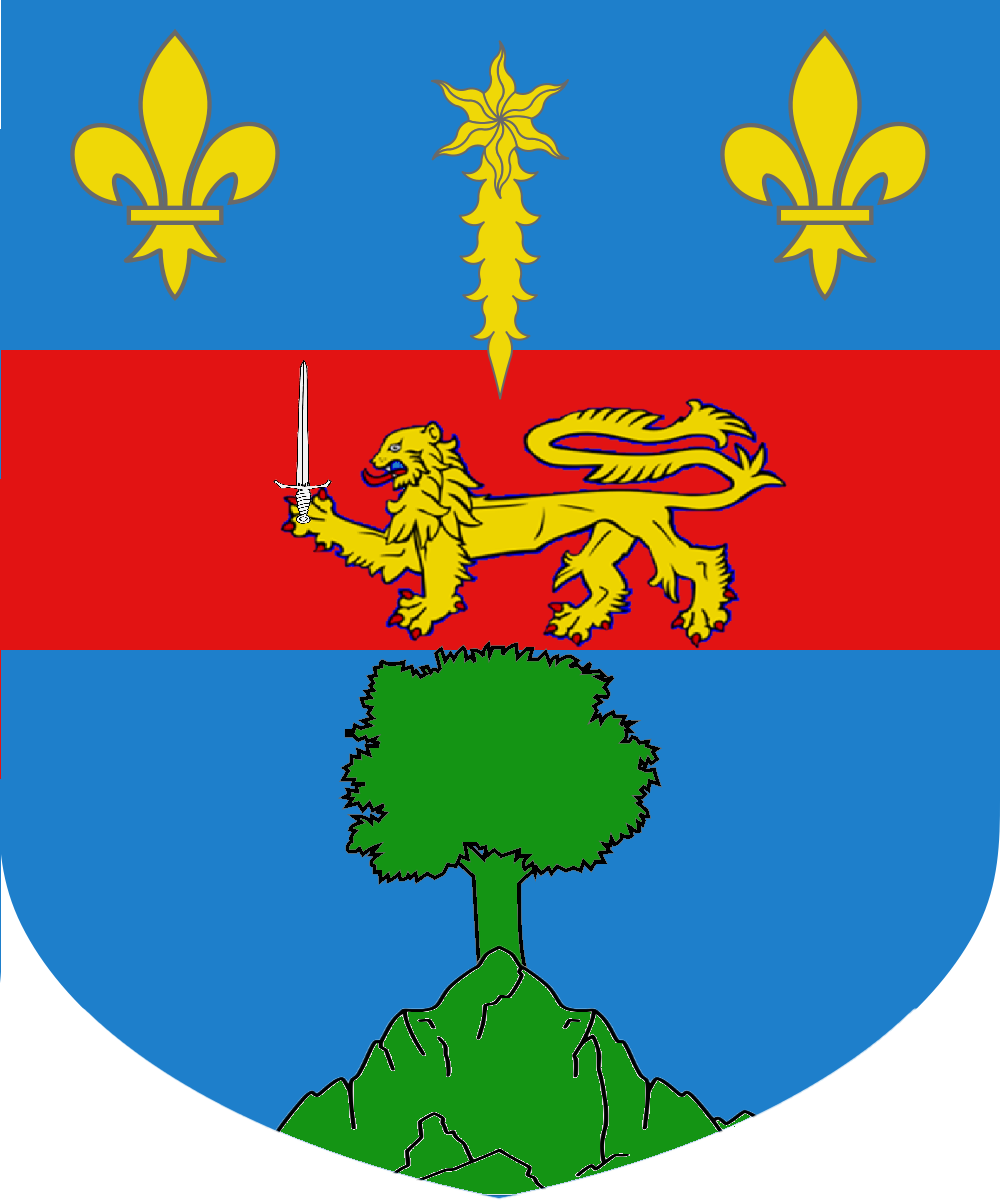
Stemma Beregan

## Storia
Le fonti indicano i Beregan come una famiglia di origine vicentina, arricchitasi con l'attività mercantile. Aggregati inizialmente al Consiglio nobile della città di Vicenza, furono poi ascritti al patriziato veneziano nel 1649, come ricompensa per il sostegno garantito alla Repubblica durante la guerra di Candia.
Il casato diede i natali a illustri letterati: tra loro, il poeta e librettista Nicolò, conte Beregan, il quale fu insignito dal re di Francia Luigi XIV delle insegne dell'Ordine di San Michele.
Dopo la caduta della Serenissima, i Beregan ottennero la conferma della nobiltà dal governo imperiale austriaco con Sovrana Risoluzione del 28 dicembre 1818.

## Membri illustri
- Nicolò Beregan (1627 - 1713), avvocato, librettista e poeta veneziano.

## Luoghi e architetture
- Palazzo Beregan, a Pederobba;
- Villa Beregan Cunico, a Thiene;
- Villa Beregan Pertile, Vicenza.